# 터치다운 중합효소 연쇄 반응
터치다운 중합효소 연쇄 반응(touchdown polymerase chain reaction or touchdown style polymerase chain reaction, touchdown PCR)은 중합효소 연쇄 반응의 한 방법으로 비특이적인 서열의 증폭을 피하도록 해준다. 처음 단계에서 프라이머 결합온도를 높게 설정해 특이적 결합을 하는 서열의 양을 늘려준 후에 반복과정에서 프라이머 결합 온도를 조금씩낮추어 원하는 서열을 증폭한다. 이렇게 하면 원하는 특이적 서열의 증폭율이 높아지고 비특이적인 서열의 증폭은 감소한다.

## 방법

### 1차 반복
1차 반복에서는 프라이머 결합온도를 프라이머의 Tm보다 10도 정도 높게 시작하여 1도씩 내려가며 10-15회 반복한다.
| 단계 | 과정          | 온도                               | 시간 |
| ---- | ------------- | ---------------------------------- | ---- |
| 1.   | 변성          | 95도                               | 3분  |
| 2.   | 변성          | 95도                               | 30초 |
| 3.   | 프라이머 결합 | Tm + 10도 (매 반복마다 1도씩 낮춤) | 45초 |
| 4.   | 신장          | 72도                               | 60초 |

2-4 단계를 10-15회 반복

### 2차 반복
| 5. | 변성          | 95도             | 30초 |
| 6. | 프라이머 결합 | Tm 또는 Tm - 5도 | 45초 |
| 7. | 신장          | 72도             | 60초 |

5-7 단계를 20-25회 반복

### 종료
| 8.  | 신장          | 72도        | 5분     |
| 9.  | Halt reaction | 4도         | 15분    |
| 10. | Hold          | 23도 (상온) | Forever |